# VIII. Keresztély dán király
VIII. Keresztély (dánul: Christian 8., vagy Keresztély Frigyes, norvégul: Christian Frederik; Koppenhága, 1786. szeptember 18. – Koppenhága, 1848. január 20.), dán király 1839 és 1848 között, valamint norvég király 1814-ben pár hónapig. Vezetésével tört ki 1814-ben a rövid norvég függetlenségi háború.
Az Oldenburg-házból származó Frigyes koronaherceg és Mecklenburg–Schwerini Zsófia Friderika koronahercegné gyermeke, egyben VII. Frigyes dán király apja. Anyjától örökölt tehetségének, valamint barátságos természetének és jóképűségének köszönhetően nagy népszerűségnek örvendett korában.

## Házasságai és gyermekei
Keresztély első felesége Sarolta Friderika mecklenburg–schwerini hercegnő volt. Sarolta Friderika I. Frigyes Ferenc mecklenburg–schwerini nagyherceg és Lujza szász–gotha–altenburgi hercegnő hetedik leánygyermeke volt. Kettőjük házasságára 1806. június 21-én került sor Ludwigslust városában. Első gyermekük egy fiú, Keresztély Frigyes herceg volt, aki 1807. április 8-án született a Plönben, ám már születése napján elhunyt. Második gyermekük Frigyes Károly Keresztély koronaherceg, apja örököse és utódja, 1808-ban született. Keresztély és Sarolta Friderika házassága 1810-ben válással végződött, miután a királynét házasságtöréssel vádolták.
Második felesége az Oldenburg-házból származó Karolina Amália schleswig–holstein–sonderborg–augustenburgi hercegnő volt. Karolina Amália II. Frigyes Keresztély schleswig–holstein–sonderborg–augustenburgi herceg és Lujza Auguszta dán és norvég királyi hercegnő (hivatalosan VII. Keresztély dán király, ám biológiailag Johann Friedrich Struensee leányának) legidősebb leánygyermeke volt. Esküvőjükre 1815. május 22-én került sor Augustenborgban. Házasságuk gyermektelen maradt.
Keresztélynek ezen felül tíz házasságon kívüli gyermeke született, egyes feltételezések szerint ezen törvényen kívüli gyermekek között volt a híres dán költő és író, Hans Christian Andersen, ám erre kevés bizonyíték mutat.

## Titulusai

### Címei
Örökös címei:
- Dán és norvég királyi herceg

Norvégia királya mint VIII. Keresztély: 1814. május 17. – 1814. augusztus 14.
Dánia királya mint VIII. Keresztély: 1839. december 3. – 1848. január 20.
- Schleswig, Holstein, Stormarn, Dithmarschen és Oldenburg hercege

koronázása: Frederiksborg kastély, Hillerød, 1840. június 28.

### Kitüntetései
- Belgium: a Lipót-rend Grand Cordon fokozata, 1845

### Címerei
|                                                  |                                                             |                                                |
| Keresztély kiscímere mint dán király (1839–1848) | Keresztély nagycímere mint dán és norvég király (1839–1848) | Keresztély kiscímere mint norvég király (1814) |

## Származása
| VIII. Keresztély (Koppenhága, 1786. szeptember 18.– Koppenhága, 1848. január 20.) dán király | Apja: Dániai Frigyes (Koppenhága, 1753. október 11.– Koppenhága, 1805. december 7.) koronaherceg              | Apai nagyapja: V. Frigyes (Koppenhága, 1723. március 31.– Koppenhága, 1766. január 14.) dán király                            | Apai nagyapai dédapja: VI. Keresztély (1699. november 30.–1746. augusztus 6.) dán király                                   |
| VIII. Keresztély (Koppenhága, 1786. szeptember 18.– Koppenhága, 1848. január 20.) dán király | Apja: Dániai Frigyes (Koppenhága, 1753. október 11.– Koppenhága, 1805. december 7.) koronaherceg              | Apai nagyapja: V. Frigyes (Koppenhága, 1723. március 31.– Koppenhága, 1766. január 14.) dán király                            | Apai nagyapai dédanyja: Brandenburg–Kulmbachi Zsófia Magdolna (1700. november 28.–1770. május 27.)                         |
| VIII. Keresztély (Koppenhága, 1786. szeptember 18.– Koppenhága, 1848. január 20.) dán király | Apja: Dániai Frigyes (Koppenhága, 1753. október 11.– Koppenhága, 1805. december 7.) koronaherceg              | Apai nagyanyja: Braunschweig–Wolfenbütteli Julianna Mária (Wolfenbüttel, 1729. szeptember 4.– Fredensborg, 1796. október 10.) | Apai nagyanyai dédapja: II. Ferdinánd Albert (1680. május 29.–1735. szeptember 2.) braunschweig–wolfenbütteli fejedelem    |
| VIII. Keresztély (Koppenhága, 1786. szeptember 18.– Koppenhága, 1848. január 20.) dán király | Apja: Dániai Frigyes (Koppenhága, 1753. október 11.– Koppenhága, 1805. december 7.) koronaherceg              | Apai nagyanyja: Braunschweig–Wolfenbütteli Julianna Mária (Wolfenbüttel, 1729. szeptember 4.– Fredensborg, 1796. október 10.) | Apai nagyanyai dédanyja: Braunschweig–Wolfenbütteli Antónia (1696. április 14.–1762. március 6.)                           |
| VIII. Keresztély (Koppenhága, 1786. szeptember 18.– Koppenhága, 1848. január 20.) dán király | Anyja: Mecklenburg–Schwerini Zsófia Friderika (Schwerin, 1758. augusztus 24.– Koppenhága, 1794. november 29.) | Anyai nagyapja: Mecklenburg–Schwerini Lajos (Grabow, 1725. augusztus 6.– Schwerin, 1778. szeptember 12.) herceg               | Anyai nagyapai dédapja: II. Keresztély Lajos (1683. november 15.–1756. május 30.) mecklenburg–schwerini uralkodó herceg    |
| VIII. Keresztély (Koppenhága, 1786. szeptember 18.– Koppenhága, 1848. január 20.) dán király | Anyja: Mecklenburg–Schwerini Zsófia Friderika (Schwerin, 1758. augusztus 24.– Koppenhága, 1794. november 29.) | Anyai nagyapja: Mecklenburg–Schwerini Lajos (Grabow, 1725. augusztus 6.– Schwerin, 1778. szeptember 12.) herceg               | Anyai nagyapai dédanyja: Mecklenburg–Schwerini Gustave Karolina (1694. július 12.–1748. április 13.)                       |
| VIII. Keresztély (Koppenhága, 1786. szeptember 18.– Koppenhága, 1848. január 20.) dán király | Anyja: Mecklenburg–Schwerini Zsófia Friderika (Schwerin, 1758. augusztus 24.– Koppenhága, 1794. november 29.) | Anyai nagyanyja: Szász–Coburg–Saalfeldi Sarolta Zsófia (Coburg, 1731. szeptember 24.– Schwerin, 1810. augusztus 2.)           | Anyai nagyanyai dédapja: Ferenc Józsiás (1697. szeptember 25.–1764. szeptember 16.) szász–coburg–saalfeldi uralkodó herceg |
| VIII. Keresztély (Koppenhága, 1786. szeptember 18.– Koppenhága, 1848. január 20.) dán király | Anyja: Mecklenburg–Schwerini Zsófia Friderika (Schwerin, 1758. augusztus 24.– Koppenhága, 1794. november 29.) | Anyai nagyanyja: Szász–Coburg–Saalfeldi Sarolta Zsófia (Coburg, 1731. szeptember 24.– Schwerin, 1810. augusztus 2.)           | Anyai nagyanyai dédanyja: Schwarzburgi–Rudolstadti Anna Zsófia (1700. szeptember 9.–1780. december 11.)                    |

## Fordítás
- Ez a szócikk részben vagy egészben  a   Christian VIII of Denmark című angol Wikipédia-szócikk ezen változatának fordításán alapul.  Az eredeti cikk szerkesztőit annak laptörténete sorolja fel. Ez a jelzés csupán a megfogalmazás eredetét és a szerzői jogokat jelzi, nem szolgál a cikkben szereplő információk forrásmegjelöléseként.